# Syzeuctus claripennis
Syzeuctus claripennis là một loài tò vò trong họ Ichneumonidae.